# Umberto Saba
Umberto Saba, vlastním jménem Umberto Poli (9. března 1883 Terst – 26. srpna 1957 Gorizia), byl italský básník.

## Život
Jeho otec pocházel z italské šlechtické rodiny, matka byla Židovka. Absolvoval námořní akademii, studia italštiny a němčiny na Univerzitě v Pise ze zdravotních důvodů nedokončil. V roce 1909 se oženil s Linou Wölflerovou, roku 1910 vydal první sbírku básní. O literární kariéru však nestál, pracoval jako účetní a později provozoval v Terstu antikvariát, příležitostně dopisoval do novin. Za druhé světové války se skrýval, aby přežil pronásledování Židů. V roce 1946 obdržel Premio Viareggio a v roce 1953 cenu Accademia dei Lincei. Jeho život byl poznamenán duševní chorobou, patřil k průkopníkům psychoanalýzy v Itálii. V Sabově poezii převládá milostná lyrika, autobiografická témata a popisy života v rodném městě, česky vyšla v knize Terst a jedna žena v překladu Vladimíra Mikeše (Odeon 1977).